# Charlie Chan auf Kreuzfahrt
Charlie Chan auf Kreuzfahrt (Originaltitel Charlie Chan’s Murder Cruise) ist ein US-amerikanischer Kriminalfilm aus dem Jahr 1940 und ein Film der Charlie-Chan-Filmreihe. Die Handlung basiert auf dem 1930 erschienenen Roman Charlie Chan Carries On von Earl Derr Biggers. Der Roman war bereits 1931 unter gleichem Titel wie das Buch verfilmt worden, diese erste Verfilmung ist heute verschollen.

## Handlung
Eine Gruppe von Weltreisenden macht in Honolulu Station. Unter ihnen ist inkognito auch Inspektor Duff von Scotland Yard. Er besucht seinen alten Freund Charlie Chan und bittet ihn um Hilfe, da er auf der Spur eines unbekannten Serienmörders ist, der seine Opfer erwürgt und sich innerhalb der Reisegruppe befinden muss. Bevor er Chan weiter in seinen Plan einweihen kann, wird Duff selbst erwürgt. Am selben Abend wird außerdem der wohlhabende Mr. Kenyon, eines der Reisemitglieder, in seinem Hotelzimmer auf dieselbe Art erwürgt aufgefunden. Der Tote Kenyon hat seltsamerweise eine Tüte mit dreißig Stücken Silber in seiner Hand. Chan ermittelt, dass Kenyon in sein Zimmer hineingeschleift und in Wirklichkeit im benachbarten Zimmer umgebracht wurde, das von dem Passagier Gerald Pendleton bewohnt wird. Der nervöse Pendleton beteuert seine Unschuld und erklärt, er und Kenyon hätten zuvor die Zimmer getauscht. Chan glaubt ihm und vermutet, dass der Mordanschlag eigentlich Pendleton galt.
Chan schließt sich der Reisegruppe auf ihrer weiteren Fahrt über den Pazifik an, um den Mörder seines Freundes zu entlarven. Ebenfalls hat sich Chans Sohn Jimmy mit an Bord geschlichen und unterstützt seinen Vater. Die Reisegruppe besteht neben Pendleton aus sehr unterschiedlichen Charakteren: der Reiseleiter Dr. Suderman (der trotz der Morde zwanghaft um gute Stimmung bemüht ist), Kenyons Neffe Dick (der als Erbe ein mögliches Motiv hätte), die hysterische Millionärin Susie Walters und ihre Sekretärin Paula Drake (die in Dick verliebt ist, aber ihm nicht ganz traut), der Playboy Frederick Ross, der Archäologe Professor Gordon und das sittenstrenge, abergläubische Ehepaar Walters. Während der Schiffsreise bekommt Pendleton ebenfalls die mysteriöse Tüte mit den Silberstücken zugestellt, worauf Chan eine Bewachung von Pendletons Zimmer anordnet. Trotzdem gelangt der Mörder am Abend vor ihrer Ankunft in San Francisco in das Zimmer von Pendleton und erwürgt ihn.
Chan findet die Spuren einer Warnung, die Pendleton kurz vor seinem Tod an seine Frau telegrafieren wollte. In dieser warnte er sie, dass die Lage gefährlich sei und sie auf keinen Fall nach San Francisco reisen solle. Chan stellt auch fest, dass der Mörder das Telegramm in veränderter Form abschickte, damit Mrs. Pendleton doch nach San Francisco reist. Da der Mörder eine gleichzeitig stattgefundene Feier der Reisegruppe zeitweise verlassen haben muss, beginnt Chan die Negative der während der Feier geschossenen Fotos zu entwickeln. Der als Bettler verkleidete Täter schlägt Chan allerdings nieder und stiehlt die Negative. Mittlerweile verfolgt aber das halbe Schiff den verkleideten Täter. Der Täter wird erschossen und als Frederick Ross demaskiert. Charlie Chan ist allerdings skeptisch, ob der Fall damit endgültig gelöst ist, da unklar ist, wer genau auf Ross geschossen hat.
Chan versammelt die Reisegruppe in San Francisco im Büro des Coroners und stellt ihnen Mrs. Pendleton vor, die aufgrund eines Unfalls zeitweise erblindet scheint. Mrs. Pendleton erklärt, dass sich bei dem Serienmörder um ihren psychisch kranken Ex-Mann aus erster Ehe handeln muss. Da sie sich von ihm scheiden ließ, möchte der Schwerverbrecher sie aus Rachsucht bereits seit Jahren umbringen. Mrs. Pendleton scheint die Stimme von Dr. Suderman als die ihres Ex-Mannes wiederzuerkennen, der daraufhin flüchtet. Die Unruhe möchte der echte Mörder nutzen, um seine Ex-Frau zu ermorden, was allerdings von Charlie Chan vereitelt wird. Es stellt sich heraus, dass Mrs. Pendleton gar nicht erblindet ist und Chan dem Mörder damit eine Falle zum Zwecke einer glasklaren Überführung stellen wollte. Der wahre Mörder ist der angebliche Professor Gordon, dem ein kleiner Fehler zur chinesischen Geschichte unterlief und Chan deshalb schon früh verdächtig war. Frederick Ross war Gordons Handlanger und wurde als gefährlicher Mitwisser von diesem erschossen, als die Lage brenzelig wurde.

## Hintergrund
Die Dreharbeiten begannen im Januar 1940, bereits am 2. Mai 1940 feierte der fertige Film in New York seine Premiere.
Richard Day und Chester Gore fungierten als Szenenbildner, Thomas Little übernahm die Szenenausstattung und Helen A. Myron gestaltete die Kostüme. Im Filmvorspann wird für die Filmmusik kein Komponist genannt, aber Samuel Kaylin wird als „Musikalischer Leiter“ angeführt.

## Kritiken
Die New York Times vom 3. Mai 1940 erklärte Charlie Chan auf Kreuzfahrt für „vorhersehbar“, da er ähnlich wie frühere Charlie-Chan-Filme gestaltet sei. Die Nebendarsteller Cora Witherspoon, Don Beddoe und Leo G. Carroll würden den Film mit ihrer Präsenz aber „ein wenig aufhellen“.
Der All Movie Guide hält Charlie Chan auf Kreuzfahrt für einen guten Beitrag zur Krimireihe, da er „genau die richtige Mischung aus Ernsthaftigkeit und Humor“ habe. Hierbei habe wohl auch geholfen, dass man mit dem Roman von Earl Derr Biggers eine gute Vorlage gehabt habe.